# Aciscle de Cordoue
Pour les articles homonymes, voir Aciscle.
Acisclus, canonisé par l'Église comme saint Aciscle (parfois orthographié Assiscle) est un saint martyrisé à Cordoue (Bétique, Hispania Baetica), probablement en 304 sous Dioclétien. Il est, avec sa sœur sainte Victoire de Cordoue, le saint patron de cette ville.

## Histoire
Sa vie est écrite par saint Euloge († 11 mars 859 dans le Cordoue califal). Selon la tradition, il fut décapité tandis que sa sœur était criblée de flèches. Toute une martyriologie est rédigée au Xe siècle, où le frère et la sœur souffrent sous les quatre éléments, psalmodient dans les flammes d'un four à métaux, flottent sur les eaux du fleuve Guadalquivir…
Selon Isidore de Séville, le sépulcre d'Aciscle, qui était situé à proximité de Cordoue, sera profané vers 550 par le roi wisigoth Agila.

## Vénération
Une chapelle est bâtie sur le lieu supposé de leur demeure. Leur culte se répand ensuite à travers l'Hispanie et la Provence. Une petite église dédiée au saint existe encore sur les contreforts du massif de Montserrat. Dans les Pyrénées-Orientales, dans la partie catalane de la France, Trouillas  a  une église Saint-Assiscle, Sorède a une église Saint-Assiscle-et-Sainte-Victoire, Villeneuve-des-Escaldes a aussi une église Saint-Assiscle-et-Sainte-Victoire. À Perpignan une église porte son nom (sous la variante orthographique Assiscle) et a donné son nom au quartier Ouest de la ville. En Haute-Garonne, Avignonet-Lauragais a aussi une église Saint-Assiscle.
Il fait partie des saints martyrs cités dans une épigraphie gravée sur une colonne romaine réutilisée dans la chapelle des Saints Martyrs de  Medina-Sidonia (province de Cadix, Andalousie) en Espagne ; selon l'inscription, des reliques de plusieurs saints, dont Aciscle de Cordoue, y auraient été déposées.

Chapelles dédiées à saint Aciscle
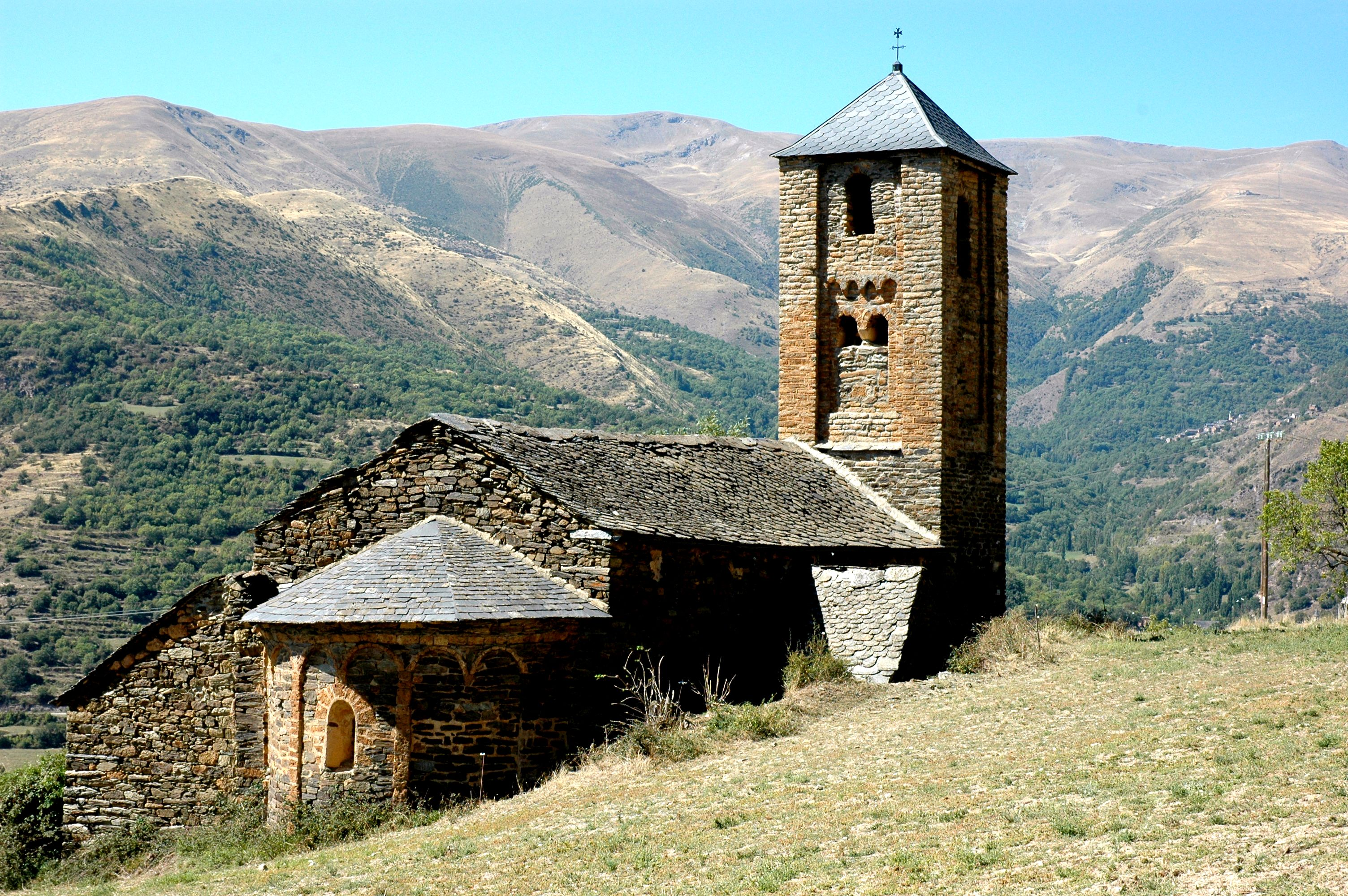
Església Sant Iscle i Santa Victòria (ca) à Surp (ca), près de Rialp (Catalogne).
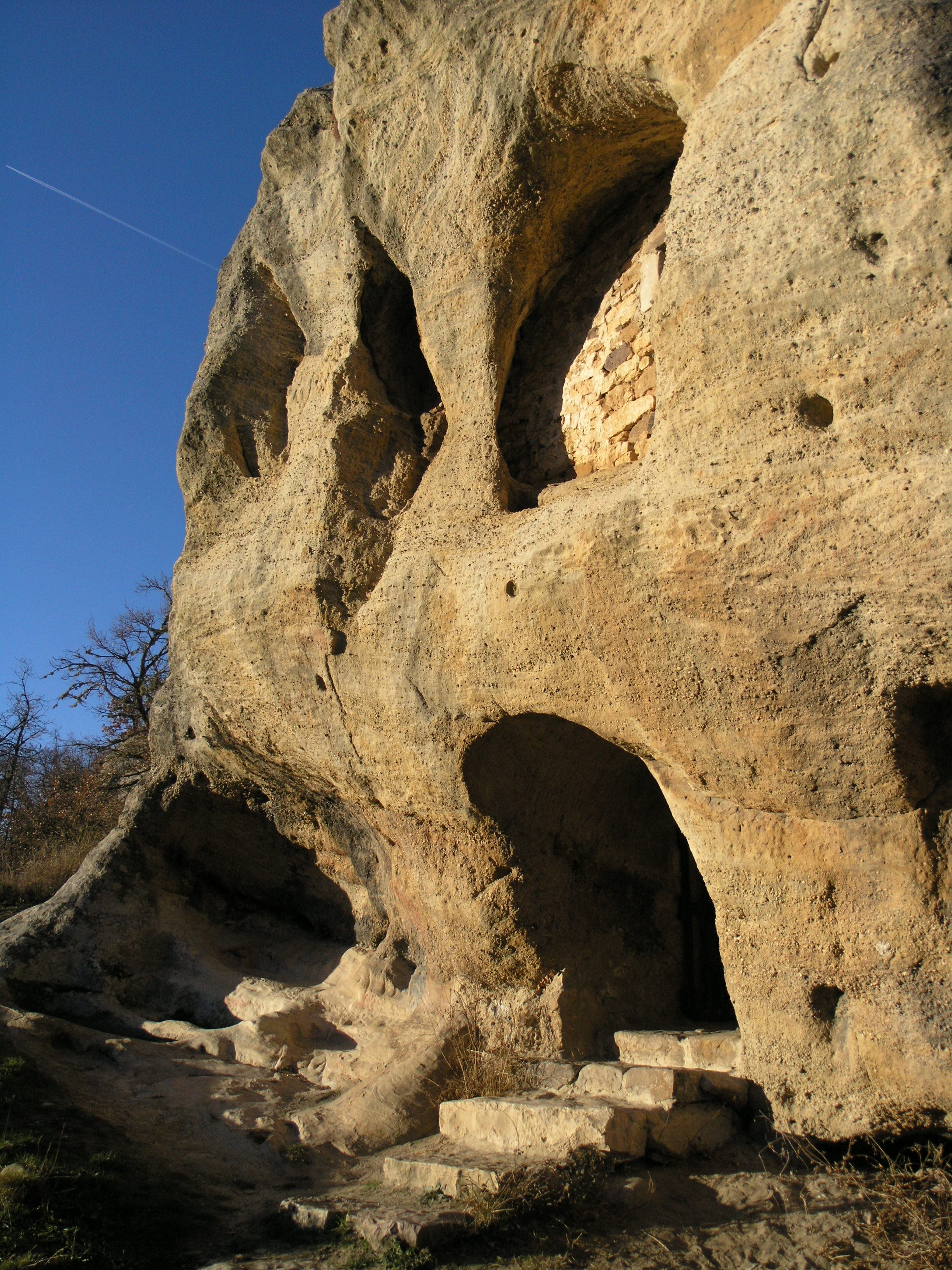
Chapelle troglodyte à Arroyuelos, Valderredible (Cantabrie).
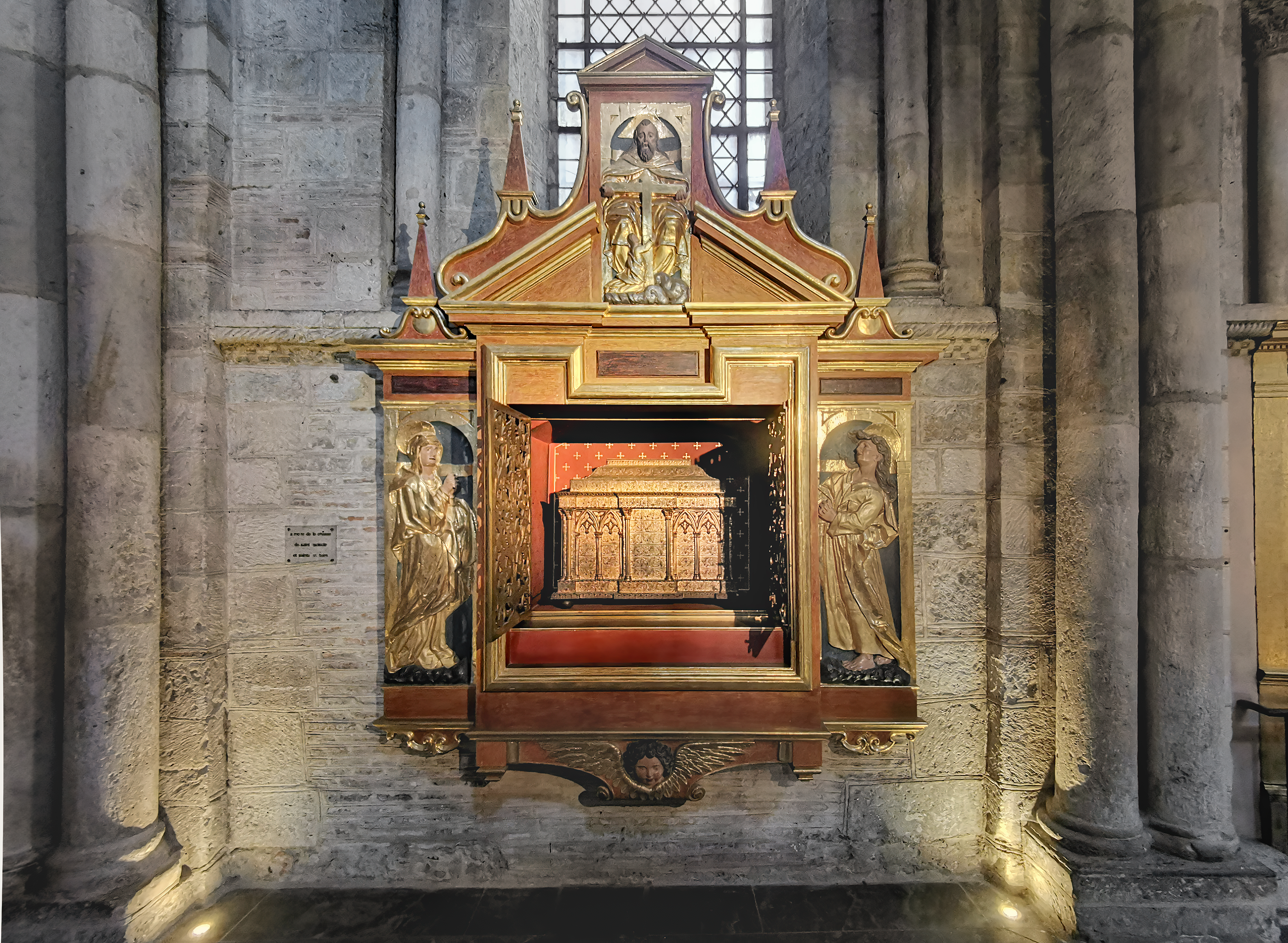
Châsse de sainte Victoire et saint Aciscle, basilique Saint-Sernin, Toulouse.

## Fête
Le 17 novembre pour l'Église catholique.

### Articles liés
- Victoire de Cordoue
- Flore et Marie de Cordoue
- Martyrs de Cordoue